# 阿迪耶尔河畔圣让
阿迪耶尔河畔圣让（法語：Saint-Jean-d'Ardières，發音：[sɛ̃ ʒɑ̃ daʁdjɛʁ]）是法国罗讷省索恩河畔自由城区的一个旧市镇，位于阿迪耶尔河畔。2019年1月1日，阿迪耶尔河畔圣让与市镇贝尔维尔合并为新市镇博若莱地区贝尔维尔。

## 地理
阿迪耶尔河畔圣让（46°7'33"N, 4°44'17"E）面积12.44 平方千米，位于法国奥弗涅-罗讷-阿尔卑斯大区罗讷省，该省份为法国中东部省份，北起顺时针与索恩-卢瓦尔省、安省、里昂大都会、伊泽尔省和卢瓦尔省接壤。
与阿迪耶尔河畔圣让接壤的市镇（或旧市镇、城区）包括：博若莱地区科尔塞勒、贝尔维尔、塞尔谢、德拉塞、圣拉热、塔波纳、维列莫尔贡。
阿迪耶尔河畔圣让的时区为UTC+01:00、UTC+02:00（夏令时）。

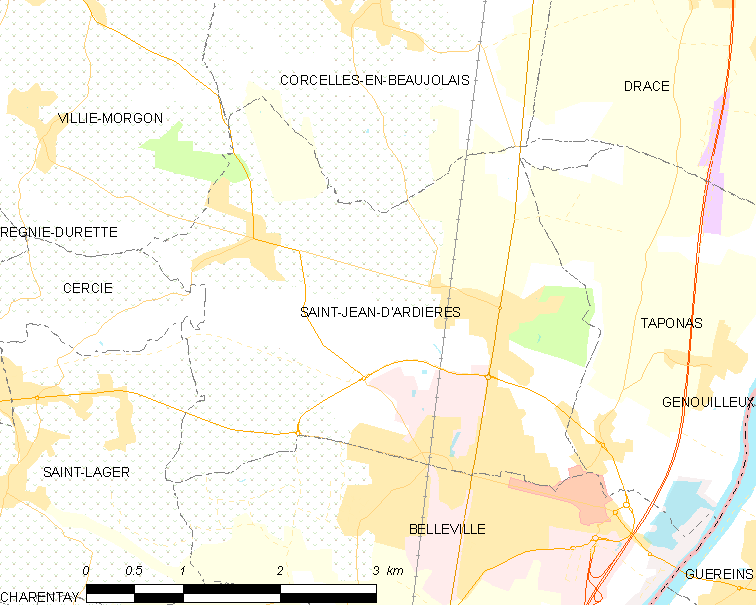
阿迪耶尔河畔圣让的OSM定位图

## 行政
阿迪耶尔河畔圣让的邮政编码为69220，INSEE市镇编码为69211。

## 政治
阿迪耶尔河畔圣让所属的省级选区为博若莱地区贝尔维尔县。

## 人口

1962-2008年间阿迪耶尔河畔圣让人口变化图示

阿迪耶尔河畔圣让于2018年1月1日时的人口数量为4859人。